# Suffragette
Suffragette är en brittisk dramafilm från 2015 i regi av Sarah Gavron. I huvudrollerna ses Carey Mulligan, Helena Bonham Carter, Brendan Gleeson, Anne-Marie Duff, Ben Whishaw och Meryl Streep (i rollen som Emmeline Pankhurst).

## Rollista i urval
- Carey Mulligan - Maud Watts
- Helena Bonham Carter - Edith Ellyn
- Meryl Streep - Emmeline Pankhurst
- Natalie Press - Emily Wilding Davison
- Anne-Marie Duff - Violet Miller
- Romola Garai - Alice Haughton
- Ben Whishaw - Sonny Watts
- Brendan Gleeson - Arthur Steed
- Samuel West - Benedict Haughton
- Adrian Schiller - David Lloyd George, H.H. Asquiths efterträdare
- Morgan Watkins - Malcolm Walsop
- Grace Stottor - Maggie Miller
- Geoff Bell - Norman Taylor
- Amanda Lawrence - Miss Withers
- Shelley Longworth - Miss Samson
- Adam Michael Dodd - George Watts
- Sarah Finigan - Mrs Garston
- Drew Edwards - manlig tvätteriarbetare
- Lorraine Stanley - Mrs Coleman
- Adam Nagaitis - Mr Cummins
- Finbar Lynch - Hugh Ellyn
- Nick Hendrix - Minister
- Clive Wood - Superintendent James Burrill
- Raewyn Lippert - Mrs Lewis
- Simon Gifford - Kung George V